# 王雪峰 (1966年)
王雪峰（1966年4月—），江苏建湖人，中华人民共和国外交官，曾任中华人民共和国驻萨摩亚独立国特命全权大使、中国驻博茨瓦纳特命全权大使，现任中华人民共和国驻丹麦王国特命全权大使。

## 生平
1988年参加工作，任全国人大常委会办公厅外事局干部。1996年，任全国人大常委会办公厅秘书。2004年，任共青团中央国际联络部副部长。2005年，任共青团中央青年志愿者部部长。2008年，任共青团中央维护青少年权益部部长。2009年，挂职中共云南省大理白族自治州州委副书记。2011年，调入外交系统，任驻印度大使馆公使。2013年12月，出任中华人民共和国驻加尔各答总领事。2015年9月，出任中华人民共和国驻萨摩亚大使。2019年，任中国-太平洋岛国论坛对话会特使。2021年4月，出任中华人民共和国驻博茨瓦纳大使兼驻南部非洲发展共同体代表。2024年4月，自驻博茨瓦纳大使离任。7月，出任中华人民共和国驻丹麦大使。

## 家庭
已婚，有一子。